# Liste der Ortsnecknamen im Landkreis Rottweil

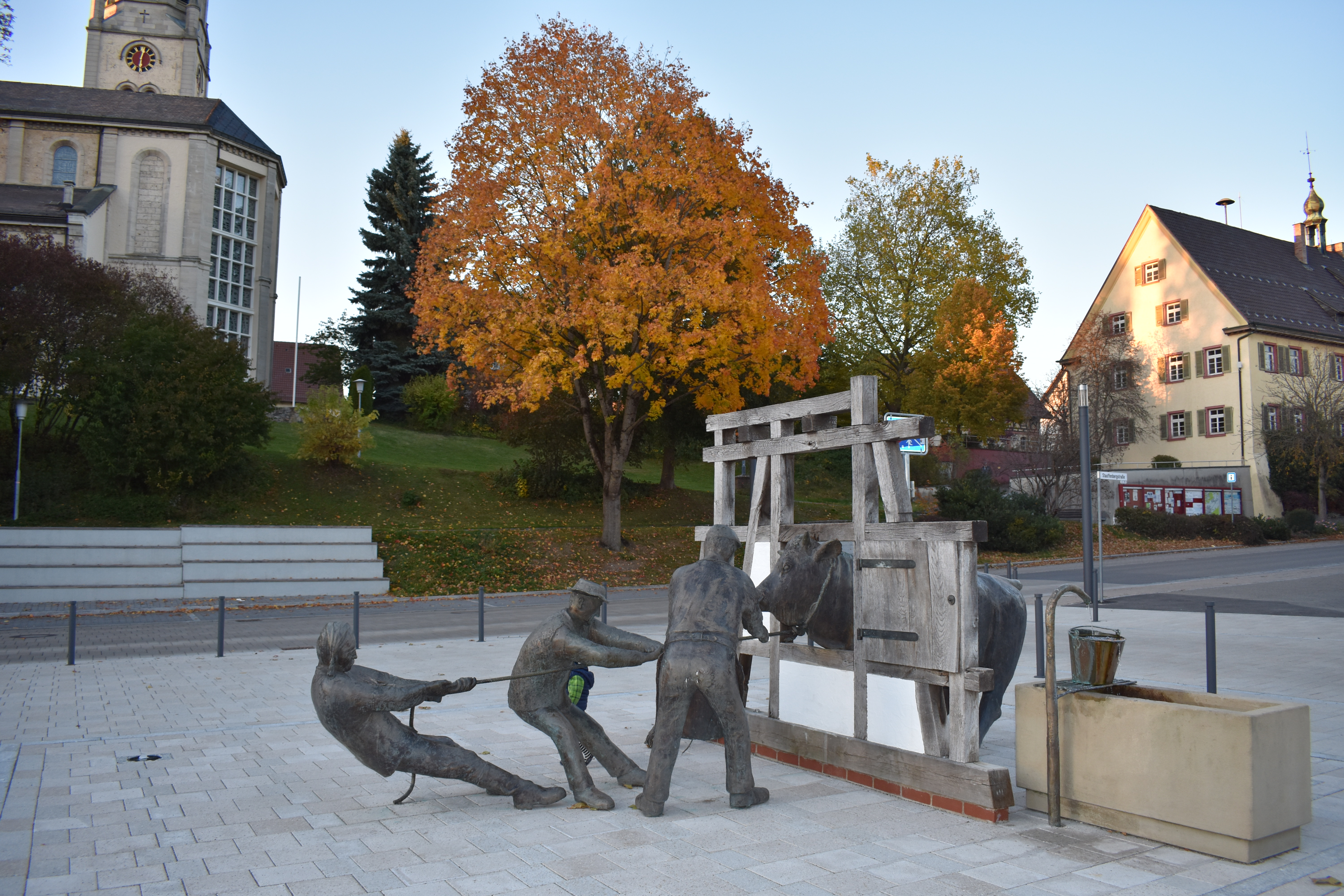
Deißlingen, Hageverwürgerbrunnen

Diese Liste umfasst die im Landkreis Rottweil überlieferten Ortsnecknamen.
Die ursprünglich als Spottnamen für die Dorfbewohner genutzten Bezeichnungen sind heute häufig Teil der örtlichen Folklore geworden. Vielerorts wurden Narrenzünfte mit entsprechend gestalteten Figuren nach dem Ortsnecknamen gegründet. In einigen Orten wurden die Ortsnecknamen auch in Denkmälern, Skulpturen oder Straßennamen verewigt.
Im Landkreis Rottweil wurde bei der Bildung von Ortsnecknamen besonders häufig auf die durch Jodmangel bedingte und in Süddeutschland verbreitete Neigung zur Kropfbildung in einigen Dörfern abgehoben, so z. B. in Aistaig, Bühlingen, Dietingen und Epfendorf.

## Ortsnecknamen
| Ort                 | Neckname                | Bedeutung und Herkunft | Reminiszenzen | Bild                                                                |
| ------------------- | ----------------------- | --- | --- | ------------------------------------------------------------------- |
| Aichhalden          | Säue/Sauen              | weibliches Hausschwein | |                                                                     |
| Aistaig             | Kropfer                 | Person mit Kropf. Bedingt durch jodarmes Wasser waren Kröpfe in Aistaig häufig. | Der Kropfer ist heute eine Figur der Aistaiger Fastnacht, die 1986 eingeführt wurde. Auch im Text des örtlichen Narrenmarsches heißt in Vers: „[...] und vorna hen mir d’Kröpf nahanga, dass mer nau no hirchla ka.“ (und vorne haben wir die Kröpfe hängen, dass man nur noch röcheln kann) | Aistaiger Fastnachtsfiguren, der Kröpfer hinten, zweiter von rechts |
| Altoberndorf        | Hutzeln Hutzelhafe      | „Dörrbirnen“ bzw. „Dörrbirnen-Töpfe“ | Unter anderem die „Hutzel-Hexen“ als Figur der Altoberndorfer Fastnacht. | Hutzeln                                                             |
| Altstadt            | Kabes Kabesköpf         | „Kohlköpfe“. Laut einer Überlieferung sollen die Altstädter sich auf den Anbau von Kohl verlegt haben, nachdem sie von der Stadt Rottweil in Notzeiten nach dem dreißigjährigen Krieg verpflichtet wurden, einen Teil der Getreideernte abzugeben. | Die Altstädter Narrenzunft nennt sich „Kabis-Zunft“ | Kabes                                                               |
| Bergfelden          | Seiler                  | „weil sie alles in die Länge ziehen.“ | | Seiler                                                              |
| Bochingen           | Meidel                  | Bezeichnung für die Wilde Möhre oder die Pastinake | |                                                                     |
| Bühlingen           | Kropfige                | Person mit Kropf | |                                                                     |
| Bösingen            | Speckmockel             | „ein Stück Speck“. Wohl wegen des in Bösingen produzierten Räucherspecks. | Speckmockelzunft Bösingen | Speckmockel                                                         |
| Bösingen            | Speckjäger              | | |                                                                     |
| Deißlingen          | Hageverwürger           | „Bullen-Erwürger“, Deißlinger sollen einmal versehentlich einen Zuchtbullen erwürgt haben als sie diesem einen Nasenring anlegen wollten. | Hageverwürgerbrunnen in der Ortsmitte und Hageverwürger-Zunft | Hageverwürger-Zunft in Deißlingen                                   |
| Dietingen           | Kropfer bzw. Kröpfer    | Person mit Kropf | „Dietinger Kröpfer“ wird als Narrenruf bei der Dietinger Fastnacht gerufen. |                                                                     |
| Dornhan             | Lauser                  | Allgemein Bezeichnung für einen frechen, vorlauten Jungen. Bezug zu Dornhan beruht auf der Geschichte, dass die Dornhaner einmal den Schultheißen durch eine Laus bestimmt haben sollen. Schultheiß sollte derjenige am Tisch werden, dem die Laus entgegenkrabbelte. | Narrenzunft Dornhaner Lauser |                                                                     |
| Dunningen           | Holzäpfel               | „Holzapfel“ vermutlich aufgrund des für den Obstbau wenig geeigneten Klimas, das nur robuste Apfelsorten gedeihen ließ. | Die Dunninger Narrenzunft nennt sich Holzäpfel-Zunft. | Dunninger Holzäpfel                                                 |
| Dunningen           | Raupen                  | | |                                                                     |
| Epfendorf           | Kropfer                 | Person mit Kropf | |                                                                     |
| Epfendorf           | Glockenbohrer           | | |                                                                     |
| Gößlingen           | Schnabel                | Schnabel ist auch eine Bezeichnung für geschwätzige Menschen. | |                                                                     |
| Hardt               | Katzenrolle             | „Kater“, laut Dorfchronik aus dem Jahr 1890 waren die Hardter wohl als sehr streitlustig verschrien. | Katzenzunft Hardt | Streitende Katzenrolle                                              |
| Hardt               | Heuliecher              | Heuhaken, der Heuliecher ist ein Werkzeug, um das Heu aus dem Heustock herauszuziehen, der Begriff wurde aber auch als Schimpfwort für dumme Menschen, teilweise auch für magere Menschen oder männliche Teenager | Auch im Nachbarort Mariazell, dort gibt es die Heuliecherzunft. | Heuliecher und Dreschflegel                                         |
| Holzhausen          | Weinbeerlesdrescher     | Figur der Holzhausener Fastnacht. | |                                                                     |
| Irslingen           | Klopfhölzer             | Als Klopfholz wird zwar jeder hölzerne Schlägel bezeichnet, in Irslingen wird es mit dem Dreschflegel identifiziert. | „Klopf-Holz“ wird in der Irslinger Fastnacht als Narrenruf verwendet. |                                                                     |
| Oberndorf am Neckar | Mehlsäck                | „Mehlsäcke“ | |                                                                     |
| Oberndorf am Neckar | Milchsupper             | | |                                                                     |
| Rotenzimmern        | Güler                   | „Haushähne“ | |                                                                     |
| Rottweil            | Esel                    | Wohl aufgrund der zahlreichen Esel zum Transport zwischen Neckartal, wo sich die Mühlen befanden, und höher gelegener Stadt eingesetzt wurden. Eine Erzählung berichtet von einer Malerei am abgegangenen Neukircher Tor (in anderen Versionen auf einer Kirchenfahne), die die Flucht nach Ägypten darstellen sollte, wobei der Esel mit Öl und die Heilige Familie mit Wasserfarben gemalt worden sei. Ein Regen habe die Wasserfarben abgewaschen und der Esel blieb erhalten. | | Esel                                                                |
| Rottweil            | Küchlebratwurst         | „Küchlein-Bratwurst“ | |                                                                     |
| Schramberg          | Hoabeerafüdle           | „Heidelbeeren-Hintern“ | |                                                                     |
| Seedorf             | Raupen                  | „Raupe“, Herkunft ungeklärt | Raupenzunft Seedorf |                                                                     |
| Sigmarswangen       | Heckabeerlesdrescher    | „Stachelbeeren-Drescher“ | |                                                                     |
| Sulz am Neckar      | Hannikel                | Nach dem in Sulz 1787 hingerichteten Räuberhauptmann Hannikel. | |                                                                     |
| Trichtingen         | Mondfanger              | „Mondfänger“ | |                                                                     |
| Zepfenhan           | die auf der Winterseite | | |                                                                     |
| Zimmern ob Rottweil | Lattenstrecker          | | |                                                                     |